# Ciclul mașinilor frigorifice și al pompelor de căldură
În termodinamică ciclurile după care funcționează mașinile frigorifice și pompele de căldură sunt cicluri inversate, numite și cicluri generatoare. Mașinile frigorifice și pompele de căldură sunt sisteme asemănătoare, care transmit căldura dintr-o sursă mai rece (cu o temperatură mai mică) la o sursă mai caldă (cu temperatură mai mare), consumând în acest scop energie. În ambele cazuri principiul de funcționare este același, instalația este considerată de refrigerare dacă scopul este extragerea căldurii din spațiul rece, respectiv de încălzire dacă scopul este furnizarea căldurii în spațiul cald.

## Cicluri termodinamice
Conform principiului al doilea al termodinamicii, căldura nu poate trece spontan dintr-un loc mai rece într-unul mai cald, pentru a realiza trecerea este necesar un consum de lucru mecanic. Un aparat de condiționare a aerului necesită lucru mecanic pentru a răci un spațiu de locuit, transferând căldura din interiorul răcit (sursa rece) în exterior (sursa caldă). Similar, un frigider mută căldura din interiorul său (sursa rece) către aerul la temperatura camerei unde se află (sursa caldă). Principiul de funcționare al unui motor termic care funcționează după ciclul Carnot a fost descris matematic de Sadi Carnot în 1824. Un frigider ideal sau o pompă de căldură ideală pot fi considerate mașini termice ideale care funcționează după un ciclu Carnot inversat.
După modul de acționare, ciclurile mașinilor frigorifice și ale pompelor de căldură pot fi:
- cu compresiune mecanică de gaz;
- cu compresiune mecanică de vapori;
- cu absorbție (cu compresiune termochimică);
- cu ejector (cu compresiune cu jet).

### Ciclul cu compresiune mecanică de gaz
Când agentul de lucru este un gaz care este comprimat și destins, dar nu își schimbă starea de agregare, ciclul se numește „ciclu cu compresiune mecanică de gaz”. Uzual, agentul de lucru este aerul. Componentele în care aerul absoarbe, respectiv cedează căldura sunt schimbătoarele de căldură cald și rece, gaz-gaz.
Pentru temperaturile sursei reci și calde date, un ciclu cu gaz poate fi mai puțin eficient decât un ciclu cu compresiune de vapori, deoarece ciclul cu gaz funcționează după ciclul Brayton inversat, în loc de ciclul Clausius-Rankine inversat. Ca atare, fluidul de lucru nu primește sau cedează căldura la temperatură constantă. În ciclul cu gaz, capacitatea de răcire este produsul dintre capacitatea termică masică la presiune constantă și creșterea de temperatură a gazului în partea de temperatură scăzută. Prin urmare, pentru aceeași sarcină de răcire, mașinile cu ciclu cu gaz necesită un debit de agent de lucru mai mare, care la rândul său le mărește dimensiunea.
Datorită eficienței lor mai mici și volumului mai mare, răcitoarele cu „ciclu cu aer” de obicei nu sunt folosite în refrigerarea terestră. Însă instalația cu ciclu cu aer este foarte comună la avioanele cu reacție propulsate de turbine cu gaze, deoarece aerul comprimat este disponibil din secțiunile compresoarelor motoarelor. Unitățile de răcire și ventilație ale acestor aeronave cu reacție servesc, de asemenea, scopului de încălzire și presurizare a cabinei aeronavei.

### Ciclul cu compresiune mecanică de vapori
Se preferă funcționarea în domeniul vaporilor umezi deoarece acolo transformările izotermice (optime la absorbția și cedarea căldurii) sunt mai ușor de realizat. Absorbția de căldură se face într-un vaporizator, iar cedarea într-un condensator.

#### Ciclul Carnot inversat
Ciclul Carnot este reversibil, cele patru procese care îl compun, două izoterme și două izentrope, pot fi de asemenea inversate. Când un ciclu Carnot este parcurs în sens antiorar se numește ciclu Carnot inversat. Un frigider sau o pompă de căldură care acționează după ciclul Carnot inversat se numește frigider Carnot, respectiv, pompă de căldură Carnot. În prima etapă a acestui ciclu, agentul frigorific se vaporizează absorbind izotermic căldura Q0 de la o sursă cu temperatură scăzută, T0. Apoi agentul frigorific este comprimat într-un proces izentropic (adiabatic, fără transfer de căldură) în urma căruia temperatura sa crește la cea a sursei de temperatură înaltă, T. Apoi, la această temperatură ridicată, agentul frigorific se condensează cedând izotermic căldura Q < 0 (negativă conform convenției de semne pentru căldura ieșită din sistem). În cele din urmă, agentul frigorific se destinde izentropic până când temperatura sa scade la cea a sursei cu temperatură scăzută, T0.
Eficiența ciclului Carnot inversat este prezentată aici.

#### Ciclul refrigerent monoetajat

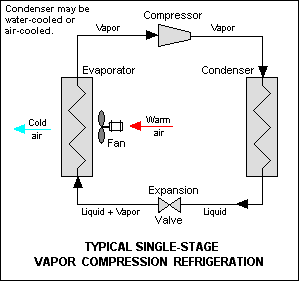
Ciclul cu comprimare mecanică de vapori

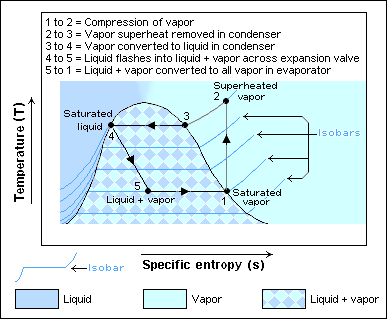
Un ciclu de refrigerare inversat în diagrama temperatură–entropie.
1–2 comprimarea vaporilor,
2–3 răcirea vaporilor supraîncălziți în condensator;
3–4 condensarea vaporilor în condensator;
4–5 destinderea lichidului în ventil;
5–1 vaporizarea lichidului în vaporizator.

Ciclul cu compresiune mecanică a vaporilor este utilizat de multe aplicații de refrigerare, condiționare a aerului și alte aplicații de răcire și, de asemenea, de pompele de căldură pentru încălzire. Există două schimbătoare de căldură, unul fiind un condensator, care este cald și cedează căldura mediului ambiant, iar celălalt fiind un vaporizator, care este mai rece și absoarbe căldură din spațiul rece. Pentru aplicațiile care trebuie să funcționeze în ambele moduri, de încălzire și de răcire, se folosește o supapă de inversare pentru a comuta rolurile acestor două schimbătoare de căldură. Comprimarea vaporilor se face într-un compresor, iar destinderea într-un ventil de laminare.
La începutul ciclului refrigerentul intră în compresor sub formă de vapori de joasă presiune și temperatură scăzută. În pompele de căldură, acest agent frigorific este de obicei freon R32 sau freon R290. De acolo agentul frigorific pleacă sub formă de vapori supraîncălziți, cu o temperatură și o presiune mai mare. Acest gaz fierbinte sub presiune trece apoi prin condensator, unde pe măsură ce se răcește cedează căldură sursei calde și se condensează complet. Lichidul de înaltă presiune rece trece apoi prin ventilul de laminare, care reduce presiunea, provocând o scădere pronunțată a temperaturii. Amestecul rece de lichid și vapori la presiune joasă ajunge la vaporizator, unde se vaporizează complet absorbind căldură din sursa rece, înainte de a reveni la compresor ca vapori la presiune și temperatură joasă, pentru a reîncepe ciclul. Pentru mașinile frigorifice sursa caldă este mediul ambiant, iar sursa rece spațiul răcit. Pentru pompele de căldură sursa caldă este spațiul încălzit, iar cea rece este mediul ambiant.
Aplicațiile simple, cum ar fi frigiderele care funcționează la o temperatură fixă sunt echipate cu compresoare cu o singură viteză și un ventil de laminare (sau tub capilar) fix. Aplicațiile care funcționează în diferite condiții și la care se cere o eficiență termică cât mai mare sunt echipate cu compresoare cu viteză variabilă și cu ventile reglabile.

### Ciclul cu absorbție
În primii ani ai secolului al XX-lea, ciclul cu absorbție a vaporilor folosind ca agent frigorific un amestec de apă-amoniac a fost popular și utilizat pe scară largă, dar, după dezvoltarea ciclului cu compresiune a vaporilor, și-a pierdut mult din importanță datorită eficienței termice scăzute, aproximativ o cincime din cea a ciclului de compresie mecanică a vaporilor. În zilele noastre, ciclul de absorbție a vaporilor este utilizat numai acolo unde căldura este disponibilă ieftin, cum ar fi căldura evacuată din procese industriale sau căldura solară captată cu colectoare solare.
Ciclul cu absorbție este similar cu ciclul cu compresiune, dar depinde de presiunea parțială a vaporilor de agent frigorific. În sistemul cu absorbție, compresorul este înlocuit cu un absorbant și un regenerator. Absorbantul dizolvă agentul frigorific într-un lichid adecvat (soluție diluată), care devine o soluție concentrată. În regenerator, la adăugarea de căldură, temperatura crește și, odată cu aceasta, vaporii de agent frigorific se degajă din soluția concentrată. Deci, regeneratorul necesită o sursă de căldură cu o temperatură suficientă. Într-un frigider cu absorbție se folosește o combinație adecvată de agent frigorific și absorbant. Cele mai comune combinații sunt amoniac (refrigerent) și apă (absorbant) și apă (refrigerent) și bromură de litiu (absorbant). Drept surse de căldură se pot folosi curentul electric, arderea combustibililor sau surse de energie regenerabilă.